# Pseudotaranis
Pseudotaranis é um gênero de gastrópodes pertencente a família Pseudomelatomidae.

## Espécies
- Pseudotaranis hyperia (Dall, 1919)[2]
- Pseudotaranis strongi (Arnold, 1903)